# Chiusi della Verna
Chiusi della Verna é uma comuna italiana da região da Toscana, província de Arezzo, com cerca de 2 225 habitantes. Estende-se por uma área de 102 km², tendo uma densidade populacional de 22 hab/km². Faz fronteira com Bagno di Romagna (FC), Bibbiena, Caprese Michelangelo, Castel Focognano, Chitignano, Pieve Santo Stefano, Poppi, Subbiano, Verghereto (FC).

## Demografia
| Variação demográfica do município entre 1861 e 2011                               |
|                                                                                   |
| Fonte: Istituto Nazionale di Statistica (ISTAT) - Elaboração gráfica da Wikipedia |